# Organització d'Alliberament de Kangleipak
Organització d'Alliberament de Kangleipak (Kangleipak Liberation Organization) és una organització militar de Manipur que lluita per la independència del país formada el 1990.
El 29 de maig de 1991 Ningthoujam Nabakishore va ser el primer militant que va morir en un enfrontament amb l'exèrcit a Ngariyan Hills al districte d'Imphal. Actualment té uns 100 homes en armes.